# Nagroda Akademii Filmowej
Nagroda Akademii Filmowej (ang. Academy Award), znana powszechnie jako Oscar – amerykańska nagroda filmowa, przyznawana corocznie od 1929 roku przez Amerykańską Akademię Sztuki i Wiedzy Filmowej (AMPAS). Uznawana za najważniejsze i najbardziej prestiżowe wyróżnienie przemysłu filmowego.
Oscary są przyznawane corocznie w uznaniu za osiągnięcia artystyczne i techniczne w filmach kinowych minionego roku kalendarzowego. Wręczane są w 23 kategoriach konkursowych, z czego najważniejsza, najlepszy film, honoruje całokształt dzieła filmowego, zaś pozostałe – poszczególne aspekty produkcji filmowej lub rodzaje filmów. Nominowani, a następnie laureaci są wyłaniani w wyniku głosowania członków AMPAS, podzielonych na sekcje. Ogłoszenie zwycięzców i wręczenie nagród odbywa się podczas ceremonii, organizowanej w lutym lub marcu w Los Angeles, od 2002 w Dolby Theatre. Począwszy od 1930 gale były transmitowane na żywo przez radio, zaś od 1953 są emitowane przez telewizję. Nieprzerwanie od 1976 na terenie Stanów Zjednoczonych Oscary emituje kanał ABC.
Poza głównymi ceremoniami przyznawane są także wyróżnienia pozakonkursowe. W ramach Nagród Gubernatorów wręczane są: Oscar honorowy za całokształt działalności, Nagroda im. Irvinga G. Thalberga za wysoką jakość produkcji filmowych i Nagroda za działalność humanitarną im. Jeana Hersholta. Przyznawane są także Nagrody naukowe i techniczne Akademii Filmowej, w tym Nagroda im. Gordona E. Sawyera za wkład technologiczny w branżę filmową.
Oscary, wraz z telewizyjnymi Emmy, muzycznymi Grammy i teatralnymi Tony, tworzą czwórkę najważniejszych nagród amerykańskiego przemysłu rozrywkowego, EGOT. W kategoriach aktorskich, wraz z Emmy i Tony, tworzą potrójną koronę aktorstwa.

## Historia

### XX wiek

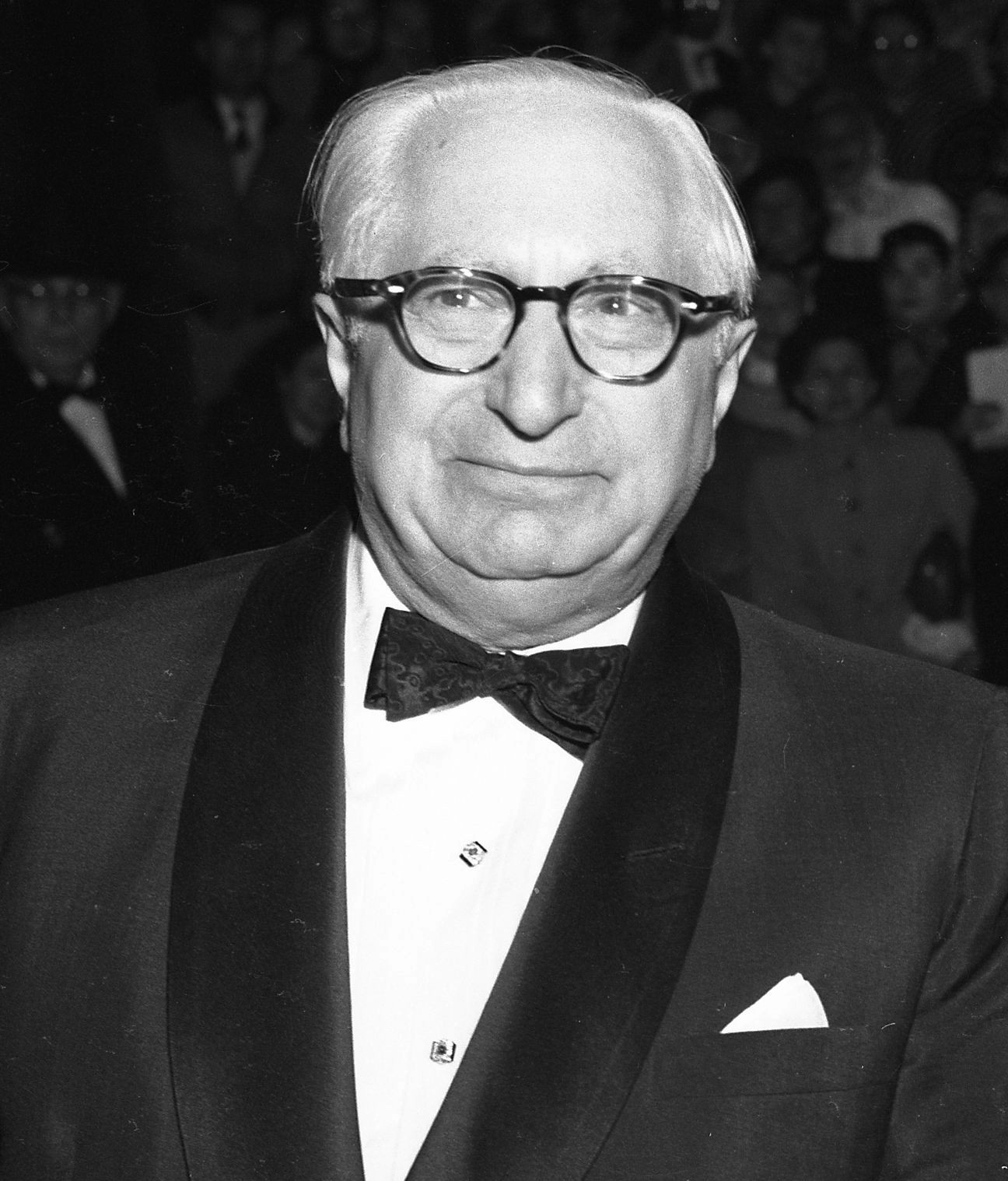
Louis B. Mayer, inicjator utworzenia Amerykańskiej Akademii Sztuki i Wiedzy Filmowej

Amerykańska Akademia Sztuki i Wiedzy Filmowej (AMPAS) została utworzona w 1927 z inicjatywy Louisa B. Mayera, prezesa wytwórni filmowej Metro-Goldwyn-Mayer (MGM). Miała powstać jako żółty związek zawodowy, którego celem było rozwiązywanie sporów w produkcji filmowej bez udziału związków zawodowych oraz dbanie o wizerunek przemysłu filmowego. Mayer omówił swój pomysł z Conradem Nagelem, przewodniczącym oddziału Actors’ Equity Association na Zachodnim Wybrzeżu i Fredem Beetsonem, prezesem Alliance of Motion Picture and Television Producers. 11 stycznia 1927 zorganizowali w Ambassador Hotelu w Los Angeles bankiet dla 36 osób z branży, podczas którego przedstawili swój pomysł utworzenia stowarzyszenia i zaprosili wszystkich, by do niego dołączyli. 4 maja 1927 stan Kalifornia zatwierdził go jako organizację non-profit, a 11 maja 1927 odbyło się inauguracyjne posiedzenie, podczas którego zostało utworzone pięć sekcji: producentów, aktorów, reżyserów, scenarzystów i techników.
W maju 1928 komitet Akademii zaczął pracować nad pomysłem utworzenia nagród filmowych. W lipcu 1928 zatwierdził 12 kategorii. 15 lutego 1929 komisja wybrała laureatów, a trzy dni później podała ich prasie. Ceremonia wręczenia statuetek odbyła się 16 maja 1929 w formie 15-minutowej kolacji. W kolejnych latach sukcesywnie rosło medialne zainteresowanie nagrodami, w związku z czym już od 2. edycji ceremonie były transmitowane przez lokalne radiostacje w Los Angeles. Akademia stała się jednak przedmiotem sporów w środowisku, związanych z zarzutami o nadmierną ingerencję w produkcję filmową i faworyzowanie interesów producentów. Do 1933 opuściła ją około jedna piąta członków, którzy przenieśli się do Gildii Scenarzystów Filmowych i utworzonej w tym samym roku Gildii Aktorów Ekranowych (SAG). Jako że generowała coraz mniejsze zyski, w 1933 była bliska rezygnacji z dalszej organizacji nagród.
W 1935 zostały utworzone kategorie najlepszy montaż, najlepsza muzyka i najlepsza piosenka. W tym samym roku wybuchł skandal medialny w związku z brakiem nominacji dla Bette Davis za rolę w filmie W niewoli uczuć. W konsekwencji Akademia dopuściła dopisywanie na kartach do głosowania dodatkowych kandydatów, którzy nie otrzymali nominacji, jednak dwa lata później wycofała taką możliwość. W 1937 zostały utworzone kategorie aktorskie dla ról drugoplanowych. W tym samym roku Akademia ogłosiła rezygnację z ingerencji w rozwiązywanie sporów w przemyśle oraz skupienie się na pracach badawczych i przyznawaniu nagród. Wszyscy członkowie Gildii Aktorów Ekranowych otrzymali prawo wstąpienia do Akademii, która w wyniku tego poszerzyła skład z tysiąca do 15 tysięcy osób. W 1938 po raz pierwszy została przyznana honorowa Nagroda im. Irvinga G. Thalberga za wkład we wzrost poziomu produkcji filmowej. W 1940 została utworzona kategoria najlepsze efekty specjalne.

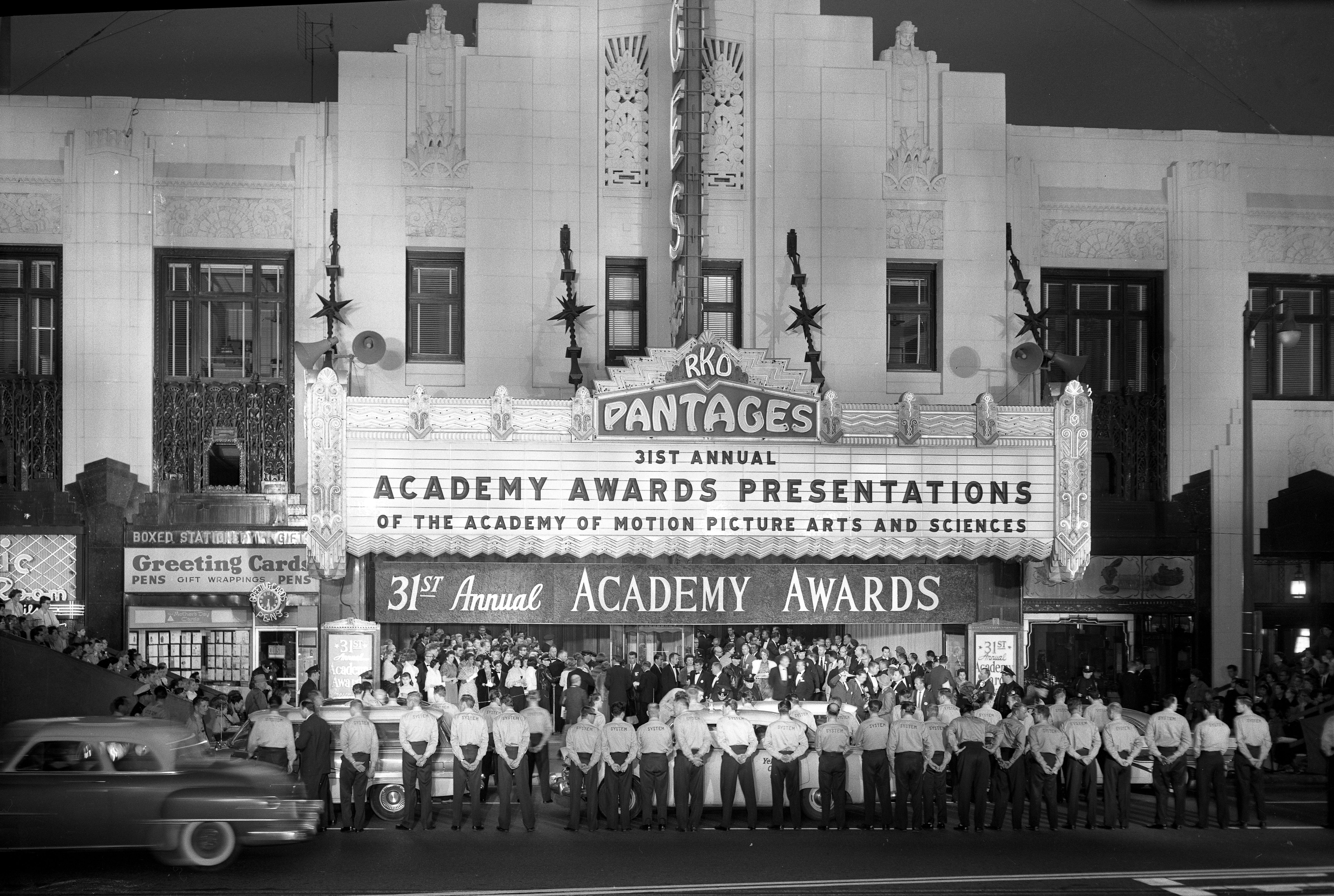
Pantages Theatre podczas 31. ceremonii wręczenia Oscarów w 1959

Do 1940 laureaci byli podawani prasie dopiero o godzinie 23 w dniu ceremonii. W 1940 lista zwycięzców wyciekła dzień przed galą w gazecie „Los Angeles Times”. W konsekwencji od 1941 Akademia wprowadziła obowiązujący do dziś system, zgodnie z którym są oni napisani na kartkach w zapieczętowanych kopertach, otwieranych dopiero podczas prezentacji wyników. W 1942 została utworzona kategoria najlepszy krótkometrażowy film dokumentalny. Od 1948 zaczęły być przyznawane nagrody specjalne za filmy zagraniczne, które w 1957 ewoluowały w kategorię konkursową najlepszy film międzynarodowy. W 1949 powstała kategoria najlepsze kostiumy. W 1953 Oscary zaczęły być transmitowane przez telewizję. W 1957 po raz pierwszy została przyznana honorowa Nagroda za działalność humanitarną im. Jeana Hersholta. W 1982 powstała kategoria najlepsza charakteryzacja, ponadto po raz pierwszy została przyznana honorowa Nagroda im. Gordona E. Sawyera za wkład technologiczny w przemysł filmowy.

### XXI wiek
W odpowiedzi na rosnącą popularność pełnometrażowych filmów animowanych, w 2002 została utworzona dedykowana im kategoria. W 2010 Kathryn Bigelow otrzymała jako pierwsza kobieta w historii nagrodę dla najlepszego reżysera, co media nazywały historycznym wydarzeniem.

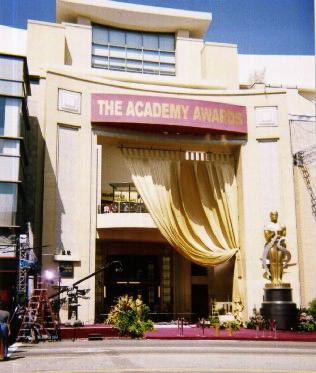
Dolby Theatre podczas 75. ceremonii wręczenia Oscarów w 2003

W drugiej dekadzie XXI wieku w prasie i mediach społecznościowych upowszechniły się zarzuty o znikomą różnorodność nominowanych i laureatów. Przed 88. ceremonią w 2016 popularność zdobył hasztag #OscarsSoWhite, utworzony w związku z faktem, że po raz drugi z rzędu nominacje w czterech kategoriach aktorskich otrzymały tylko osoby białoskóre. Według publikowanych w mediach obliczeń, w historii Oscarów do tego czasu tylko 6,4% nominowanych aktorów nie było biała, przy czym tylko w ostatnich 25 latach 11,2%, zaś w 2012 94% członków Akademii było biała. W odpowiedzi AMPAS zapowiedziała wprowadzenie zmian mających na celu pracę nad różnorodnością, w tym powiększenie do 2020 o połowę liczby kobiet i reprezentantów mniejszości etnicznych, a także zakaz głosowania na Oscary dla członków, którzy nie pracowali przez ostatnie 10 lat. W tym samym roku zaprosiła do dołączenia rekordową liczbę 683 osób, w tym 46% kobiet i 41% reprezentantów mniejszości etnicznych. W 2020 ogłosiła wprowadzenie od 2024 wymogów do nominacji w kategorii najlepszy film, mających na celu wdrażanie norm związanych z inkluzywnością w kwestii reprezentacji mniejszości rasowych, etnicznych i tożsamościowych.
Podczas 91. edycji w 2019 serwis strumieniowy Netflix otrzymał za sprawą Romy pierwszą nominację w kategorii najlepszy film. W konsekwencji reżyser Steven Spielberg zainicjował wprowadzenie ograniczenia, by do Oscarów mogły być nominowane tylko filmy kinowe. W odpowiedzi Departament Sprawiedliwości Stanów Zjednoczonych wystosował list do Akademii, w którym zapowiedział, że potencjalna korekta regulaminu może być zinterpretowana jako naruszenie norm antymonopolowych. W kwietniu 2019 Akademia poinformowała, że nie zmieni zasad, a filmy serwisów strumieniowych nadal będą mogły się ubiegać o nominację pod warunkiem przynajmniej limitowanej dystrybucji kinowej.
W 2024 Akademia ogłosiła, że od 98. edycji w 2026 zostanie utworzona kategoria najlepszy casting. W 2025 poinformowała, że od 98. edycji (w 2026) dla członków Akademii zostanie wprowadzony formalny wymóg obejrzenia wszystkich filmów w kategorii przed oddaniem głosu, a także zapowiedziała, że od 100. edycji w 2028 powstanie kategoria najlepszy projekt kaskaderski.

## Zasady przyznawania

### Zgłoszenia kandydatów
Każda potencjalna nominacja wymaga uprzedniego zgłoszenia kandydata przez wytwórnię lub dystrybutora filmu. Zgłoszenie musi obejmować listę osób, które otrzymają potencjalną nominację. Wyjątkiem jest kategoria najlepszy film międzynarodowy, gdzie nominowanym podmiotem jest państwo, a nie osoby (choć od 2015 nazwisko reżysera jest wygrawerowane na statuetce).
Regulamin precyzuje zasady, które musi spełniać zgłoszenie w każdej kategorii, by zostać dopuszczonym do nominacji. Premiera zgłoszonego filmu musi się odbyć w odpowiednim okresie. Przez pierwsze pięć edycji był to okres od 1 sierpnia do 31 lipca. W 6. edycji wprowadzono zmianę, zgodnie z którą okres został zmieniony na 1 sierpnia 1932 do 31 grudnia 1933. Kolejne edycje obejmują pełen rok kalendarzowy (od 1 stycznia do 31 grudnia). Wyjątkiem była 93. edycja, w której ze względu na pandemię COVID-19 okres został wydłużony na 1 stycznia 2020 do 28 lutego 2021. W konsekwencji w 94. edycji okres został zmieniony na 1 marca do 31 grudnia 2021. Tylko w trzech kategoriach krótkich metraży obowiązuje inny okres: od 1 października do 30 września.
W większości kategorii warunkiem koniecznym jest, by film miał pierwszą publiczną dystrybucję w kinach na co najmniej jednym z sześciu obszarów: Los Angeles, Nowy Jork, San Francisco Bay Area, Chicago, Atlanta lub Metroplex Dallas–Fort Worth. Musi być tam wyświetlany przez co najmniej siedem dni z rzędu. W konsekwencji o nominację nie mogą się ubiegać filmy telewizyjne oraz takie, których premiera odbyła się w serwisach strumieniowych (zamiast tego dedykowane są im kategorie nagród telewizyjnych Emmy). Wyjątkiem były 93. i 94. edycja, gdy ze względu na pandemię COVID-19 dopuszczone były filmy serwisów strumieniowych bez dystrybucji kinowej, jednak od 95. edycji (za rok 2022) jej wymóg został przywrócony.
Poza trzema kategoriami krótkich metraży, zgłoszony film musi trwać co najmniej 40 minut. Od 98. edycji w 2026 zgłoszenie wymaga sprecyzowania, w jakim stopniu w filmie została użyta sztuczna inteligencja.
W kilku kategoriach obowiązują inne zasady.
- W kategorii najlepszy film poza siedmiodniową zasadą dystrybucji obowiązuje wymóg co najmniej siedmiu innych dni (niekoniecznie z rzędu), gdy film jest wyświetlany w kinach na co najmniej 10 terytoriach w Stanach Zjednoczonych wskazanych przez regulamin, przy czym dwa z nich mogą być zastąpione przez dwa inne państwa, w tym jedno z 15 wskazanych przez regulamin[37].
- W kategorii najlepszy film międzynarodowy filmy nie muszą być wydane w Stanach Zjednoczonych, ale muszą mieć pierwszą publiczną dystrybucję na świecie w formie co najmniej siedmiu dni z rzędu wyświetlania w kinie, z datą premiery od 1 listopada do 30 września. Każde państwo może wskazać co najwyżej jeden film do nominacji, a za wybór kandydatów odpowiedzialne są lokalne organizacje wskazane przez Akademię (w tym Komisja Oscarowa Polskiego Instytutu Sztuki Filmowej[44])[37].
- W kategorii najlepszy pełnometrażowy film animowany dopuszczone są filmy, które nie miały dystrybucji kinowej w jednym z sześciu obszarów, ale zostały zgłoszone w kategorii najlepszy film międzynarodowy[37].
- W kategorii najlepszy pełnometrażowy film dokumentalny dopuszczone są filmy, które nie miały dystrybucji kinowej w jednym z sześciu obszarów, ale wygrały nagrodę na jednym ze wskazanych przez Akademię festiwali filmowych lub zostały zgłoszone w kategorii najlepszy film międzynarodowy[37].
- W kategoriach najlepszy krótkometrażowy film aktorski(inne języki), najlepszy krótkometrażowy film animowany i najlepszy krótkometrażowy film dokumentalny(inne języki) dopuszczone są filmy, które nie miały dystrybucji kinowej na jednym z sześciu obszarów, ale wygrały nagrodę na jednym ze wskazanych przez Akademię festiwali filmowych albo otrzymały złoty, srebrny lub brązowy medal w ramach Studenckiej Nagrody Akademii Filmowej[37].

W 2020 Akademia ogłosiła dodatkowe zasady dla kategorii najlepszy film, mające na celu wdrażanie norm związanych z inkluzywnością. Zostały one po raz pierwszy wprowadzone od 96. edycji (w 2024). Stawiają wymogi, jakie musi spełnić nominowany film w kwestii reprezentacji mniejszości rasowych, etnicznych i tożsamościowych (w tym kobiet, społeczności LGBTQ+ i niepełnosprawnych) w zakresie fabuły, obsady i ekipy produkcyjnej.

### Głosowanie
Za wybór nominowanych i laureatów odpowiedzialna jest Amerykańska Akademia Sztuki i Wiedzy Filmowej (AMPAS). W 2024 w jej skład wchodziło 10 894 osób, w tym 9 905 posiadających prawo głosowania. Członkowie są podzieleni na 20 sekcji odpowiadających poszczególnym aspektom sztuki filmowej, z czego reprezentanci 17 z nich mają prawo głosowania. Corocznie AMPAS poszerza swój skład. Kandydaturę nowej osoby może wskazać dwóch członków, ponadto zaproszenie otrzymują wszyscy nominowani do Oscarów. Ostateczną decyzję o przyjęciu podejmuje zarząd Akademii.
W pierwszej turze członkowie AMPAS wskazują kandydatów do nominacji w swoich sekcjach. Tylko w kategoriach najlepszy film i najlepszy film międzynarodowy na nominowanych mogą głosować reprezentanci wszystkich sekcji. Głosowanie w większości kategorii odbywa się w systemie pojedynczego głosu przechodniego, według którego członkowie Akademii wskazują odpowiednią liczbę proponowanych pozycji (10 w kategorii najlepszy film i 5 w pozostałych), przyznając każdej liczbę punktów według preferencji. W wybranych sekcjach listę pozycji, na które można głosować, wskazuje uprzednio komitet. Pozycje, które otrzymują najwięcej głosów, zostają nominowane.
W drugiej turze członkowie Akademii mogą głosować we wszystkich kategoriach. W każdej poza najlepszym filmem nagrodę otrzymuje laureat największej liczby głosów. Dla najlepszego filmu ustalone są odrębne zasady. Jeśli ponad 50% głosujących wskazało tego samego kandydata na pierwszym miejscu swojej listy, automatycznie zostaje on laureatem. W przeciwnym wypadku wdrażany jest inny algorytm. Filmy, którym nikt nie przyznał maksymalnej liczby punktów, są wyeliminowane, następnie stosowana jest metoda rekurencyjna. W każdym etapie film z najmniejszą liczbą wskazań na pierwszym miejscu zostaje wyeliminowany. Dla każdego członka, który wskazał go na pierwszym miejscu, ich drugie wybory awansują na pierwsze miejsce. Procedura kończy się, gdy wyłoniony jest film z ponad 50% głosami, gdzie jest wskazany na pierwszym miejscu.
W przeszłości członkowie Akademii mogli brać udział w specjalnych pokazach kinowych zgłoszonych filmów lub otrzymywać ich kopie na DVD, a od 2015 zyskali dostęp do ich oglądania na specjalnej stronie internetowej. W 2019 AMPAS uruchomiła serwis strumieniowy Streaming Room, oferujący głosującym dostęp do filmów. Podczas pandemii COVID-19 pokazy kinowe przestały być organizowane, a w 2021 Akademia zabroniła dystrybucję nośników DVD dla jej członków.
Do 2012 głosy były oddawane poprzez papierowe karty. Od 2013 został wprowadzony elektroniczny system głosowania. Od 2026 zostanie wprowadzony wymóg, zgodnie z którym głos w kategorii może oddać tylko członek Akademii, który potwierdzi, że obejrzał wszystkie nominowane w niej filmy.
Od 1935 za liczenie głosów odpowiedzialna była firma Price Waterhouse. W 1998 dokonała ona fuzji z Coopers & Lybrand, w wyniku której powstało aktualne przedsiębiorstwo pełniące tę funkcję, PwC (PricewaterhouseCoopers).

## Nagroda

### Nazwa

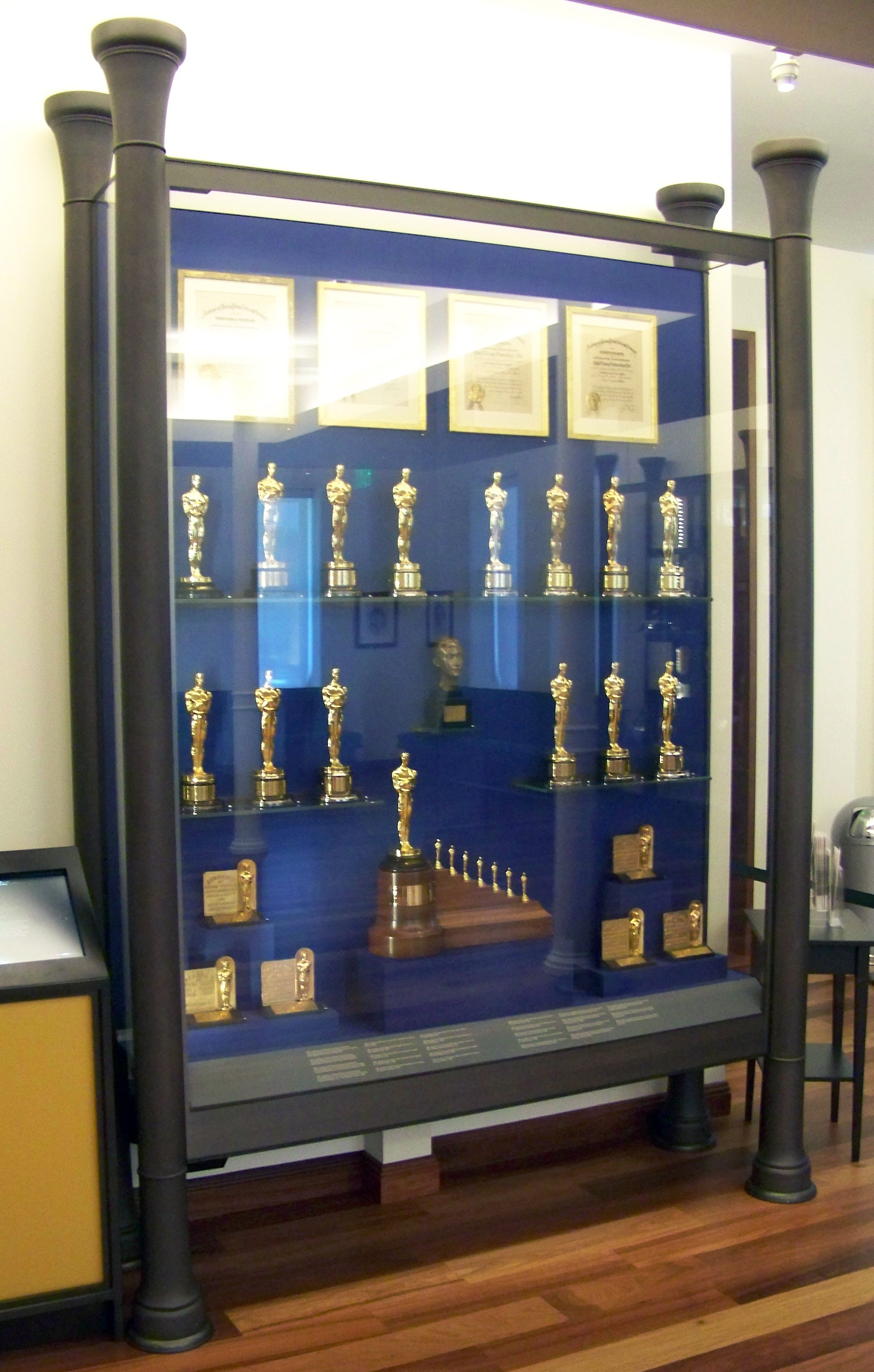
Oscary Walta Disneya w Walt Disney Family Museum w San Francisco

Formalna nazwa nagrody konkursowej to Academy Award of Merit (Nagroda Akademii za Zasługi). Od około 1935 funkcjonuje ona także pod potoczną nazwą Oscar, która w 1939 została zaadaptowana przez Akademię. Jej pochodzenie pozostaje niewyjaśnione.
W 1948 dziennikarz Terry Ramsaye doniósł, że nazwy Oscar po raz pierwszy użyła w 1931 Margaret Herrick, bibliotekarka Akademii i jej późniejsza prezeska. Rzekomo miała powiedzieć, że statuetka przypomina jej wujka Oscara, o czym dzień później poinformowała prasa plotkarska, nie istnieje jednak świadczący o tym dowód. Sama Herrick przyznała, że nie mogła wymyślić istnienia wujka Oscara, a dopiero później odkryła, że w Teksasie żyje jej kuzyn drugiego stopnia o tym imieniu. Istnieje jednak wycinek z gazety „Los Angeles Examiner” z 1938, według którego wraz z mężem żartowała: „Jak się ma twój wujek Oscar?”.
W 1962 aktorka Bette Davis napisała w swojej autobiografii The Lonely Life, że wymyśliła tę nazwę w 1936, ponieważ statuetka, którą wówczas zdobyła, przypominała jej męża, Harmona Oscara Nelsona. W 1974 wycofała się z tego, komentując: „Raz na zawsze wyrzekam się wszelkich twierdzeń, że to ja byłam tą jedyną, a więc, Akademio Sztuki i Wiedzy Filmowej, zaszczyt należy wyłącznie do ciebie”.
W 1970 dziennikarz kolumn plotkarskich Sidney Skolsky napisał w swojej autobiografii, że wymyślił nazwę Oscar w 1934 pod presją terminu ze strony gazety, a zainspirowali go do tego artyści wodewilowi, którzy zadawali sobie pytanie: „Czy chcesz zapalić papierosa, Oscar?”. W artykule, który został później odnaleziony, napisał jednak o „nagrodach zwanych Oscarami”, co sugeruje, że ta nazwa już wcześniej funkcjonowała.
W 2022 Bruce Davis, były dyrektor wykonawczy Akademii, wyraził opinię, że niemalże na pewno autorką nazwy Oscar jest Eleanore Lilleberg, sekretarka i pracownica biurowa AMPAS. Odnalazł on wywiad w gazecie z 1944, według którego Lilleberg żartobliwie nazywała tak nagrody, a jej inspiracją miał być król Szwecji Oskar II lub weteran norweskiej armii Oscar, którego znała w Chicago.

### Statuetka

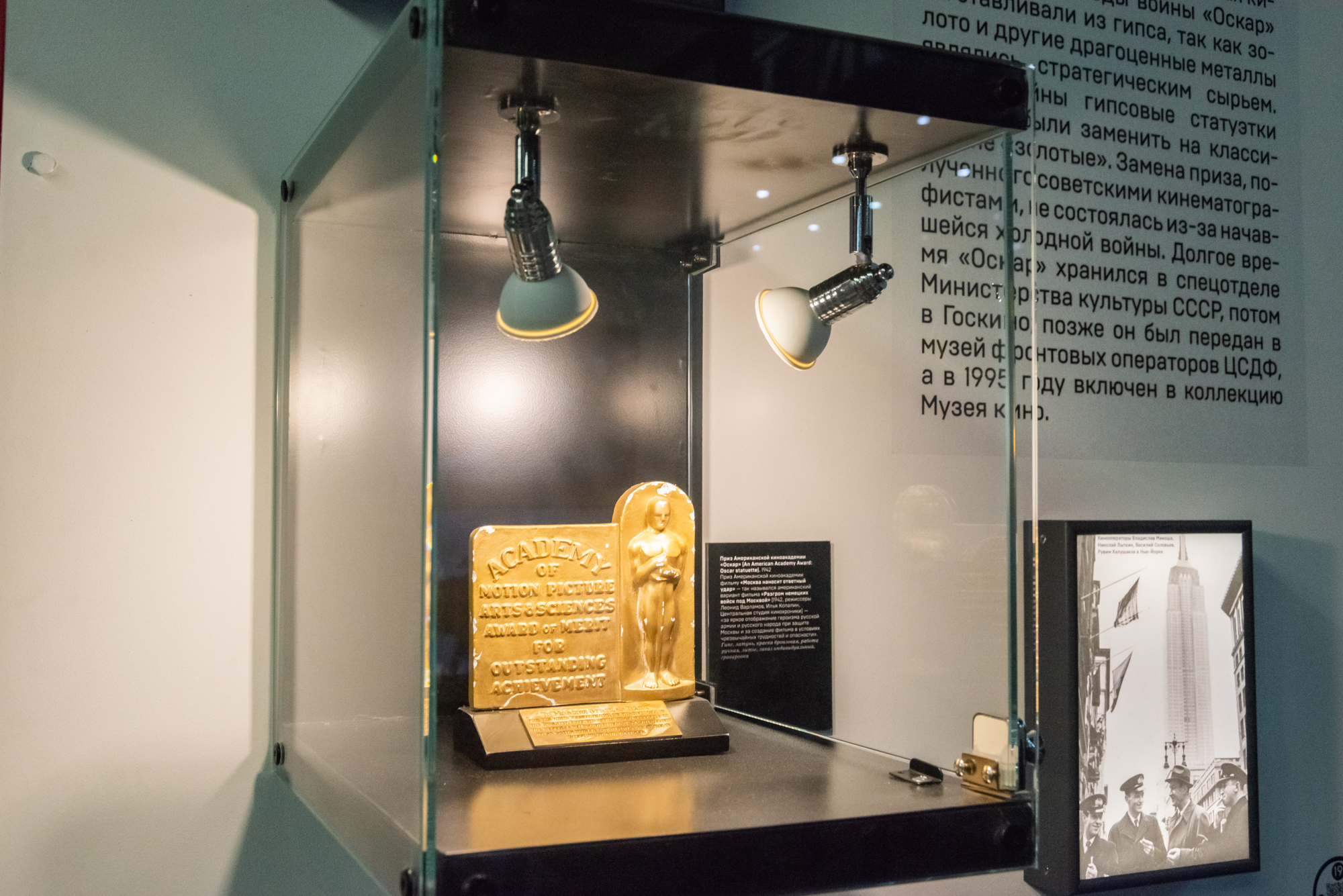
Gipsowy Oscar z 1943 za film Moscow Strikes Back w zbiorach State Central Film Museum w Moskwie

Statuetka Oscara została wyrzeźbiona przez George’a Stanleya na podstawie projektu Cedrica Gibbonsa, scenografa pracującego dla wytwórni Metro-Goldwyn-Mayer (MGM), w stylu art déco. Przedstawia złotego rycerza z mieczem, stojącego na taśmie filmowej z pięcioma szprychami, symbolizującymi pierwotne pięć sekcji Akademii: aktorów, reżyserów, producentów, techników i scenarzystów. Ma wysokość 13,5 cali (34,3 centymetrów) i waży 8,5 funtów (3,9 kilogramów). Jest wykonana z litego brązu i pokryta 24-karatowym złotem. Istnieje legenda, według której projekt został wykonany na podstawie sylwetki reżysera Emilio Fernándeza, jednak Akademia temu zaprzeczyła.
W latach 1928–1981 statuetki były produkowane przez przedsiębiorstwo C.W. Shumway & Sons w mieście Batavia w stanie Illinois. W latach 30. służący do wytapiania ich brąz został zastąpiony przez stop metali Britannia, platerowany miedzią, niklowaniem i srebrzeniem. W latach 1942–1945, ze względu na niedobory metali podczas II wojny światowej, Oscary były tworzone z gipsu. Po wojnie wszyscy laureaci z tego okresu otrzymali możliwość wymienienia ich na pozłacane. W latach 1982–2015 statuetki produkowało przedsiębiorstwo R.S. Owens & Company z Chicago.
W 2016 wytapianie statuetek konkursowych przejęła spółka Polich Tallix Fine Art Foundry z Nowego Jorku, jednak R.S. Owens nadal odpowiada za dodatkowe nagrody specjalne. Równocześnie został wprowadzony nowy projekt, wykonany przy użyciu druku przestrzennego na bazie oryginalnego Oscara z 1929, a stop Britannia został zastąpiony przez brąz. Za pokrycie złotem metodą galwanostegii odpowiedzialna jest firma Epner Technology z Nowego Jorku. Jako że liczba laureatów nie jest znana przed ceremonią, co roku produkowany jest zapas statuetek, a te, które nie zostają wykorzystane, trafiają do użytku w kolejnym roku. Łączny czas stworzenia około 50 nagród to około trzech miesięcy.
Podczas ceremonii wręczane są niespersonalizowane statuetki. Do 2009 laureat mógł oddać Akademii swoją nagrodę w celu wygrawerowania nazwiska, kategorii, tytułu nagrodzonego filmu i roku. Od 2010 istnieje możliwość dokonania tego natychmiast po gali, podczas oficjalnego afterparty, Balu Gubernatorów.

### Prawo własności
Od 1951 każdy laureat Oscara musi podpisać z AMPAS umowę, na mocy której ani on, ani żaden jego spadkobierca nie może sprzedać nagrody bez uprzedniego złożenia Akademii oferty odkupienia jej za jednego dolara. W przeciwnym wypadku statuetka nie zostaje mu wydana.
Według szacunków, co najmniej 150 Oscarów zostało sprzedanych. Pierwsze udokumentowane sprzedaże na aukcjach odbyły się w 1992. W 1999 piosenkarz Michael Jackson nabył Oscara za najlepszy film dla Przeminęło z wiatrem (1939) za 1,5 miliona dolarów, co było najwyższą ceną zapłaconą za tę statuetkę w historii. W 2003 iluzjonista David Copperfield kupił za 232 tysiące dolarów Oscara Michaela Curtiza za reżyserię filmu Casablanca (1942), a w 2012 odsprzedał ją za 2 miliony dolarów, pobijając rekord Jacksona. Również w 2012 anonimowy kupiec nabył za 3 miliony dolarów 15 Oscarów sprzed 1951. Akademii udało się prawnie zablokować różne próby sprzedaży nagród zdobytych od 1951.
W latach 1996–2001 reżyser Steven Spielberg kupił za łączną sumę 1,4 miliona dolarów trzy Oscary, jednego Clarka Gable’a i dwa Bette Davis, a następnie przekazał je Akademii. W 2001 aktor Kevin Spacey kupił statuetkę George’a Stolla za około 157 tysięcy dolarów i również zwrócił ją Akademii.

## Ceremonie

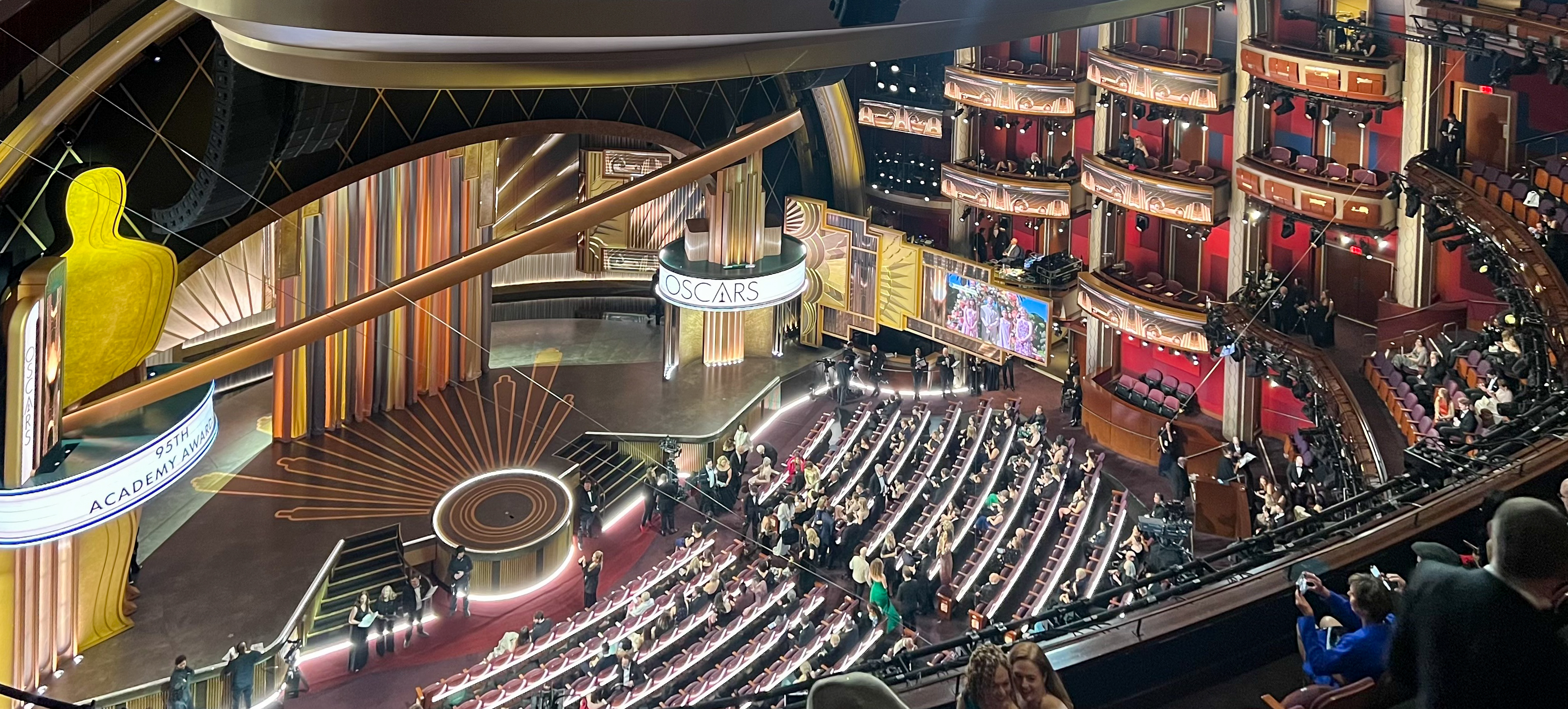
Wnętrze Dolby Theatre podczas 95. ceremonii wręczenia Oscarów w 2023

W przeszłości ceremonie wręczenia Oscarów odbywały się w marcu lub kwietniu. W marcu 2003 organizatorzy poinformowali o przesunięciu ich na luty, począwszy od następnej, 76. ceremonii w 2004, argumentując to słabnącą oglądalnością telewizyjną. Wybrane gale od tej pory odbywały się w marcu, by nie kolidować z zimowymi igrzyskami olimpijskimi.
Ceremonie odbywały się w różne dni tygodnia. W latach 90. ustabilizowała się ich organizacja w poniedziałki. Począwszy od 71. edycji w 1999 zostały przeniesione na niedziele, co organizatorzy argumentowali chęcią przyciągnięcia większej oglądalności oraz mniejszymi korkami w Los Angeles.
Tradycjami gal są występy muzyczne z utworami nominowanymi w kategorii najlepsza piosenka oryginalna, wręczanie nagród w kategoriach aktorskich przez ich laureatów z poprzedniego roku oraz zakończenie ogłoszeniem zwycięzcy w kategorii najlepszy film. Od 66. edycji w 1994 stałym elementem jest segment In Memoriam w hołdzie dla osób z przemysłu filmowego, które zmarły w minionym roku.
74. ceremonia w 2002 pobiła rekord najdłuższego czasu trwania: 4 godziny i 23 minuty. W kolejnych latach organizatorzy podejmowali próby mające na celu skrócenie gali. W 2010 wprowadzili wymóg, zgodnie z którym przemowa laureata nie może przekraczać 45 sekund. W 2018 ogłosili, że począwszy od najbliższej, 91. ceremonii w 2019, nagrody w kilku kategoriach będą wręczanie podczas telewizyjnych przerw reklamowych, jednak w wyniku krytyki w mediach i protestu środowiska filmowego wycofali się z tej decyzji. W celu skrócenia transmisji zrezygnowali jednak z prowadzącego, co powtórzyli w dwóch kolejnych latach. Ze względu na presję kanału ABC podczas 94. ceremonii w 2022 osiem nagród zostało wręczonych przed galą, a nagrania z ich odbierania zostały pokazane w jej trakcie, co ponownie spotkało się z medialną krytyką i protestami w środowisku filmowym. Od kolejnej, 95. ceremonii w 2023 ponownie wszystkie nagrody są przyznawane na żywo podczas gali.
Od 1958 AMPAS organizuje oficjalne afterparty po ceremonii Oscarów, Bal Gubernatorów. Aktualnie odbywa się ono w sali balowej Ray Dolby Ballroom obok Dolby Theatre.
Prowadzone przez AMPAS archiwum filmowe Academy Film Archive zawiera nagrania wszystkich ceremonii począwszy od 21. z 1949, wraz z materiałami z towarzyszących im wydarzeń.

### Obiekty

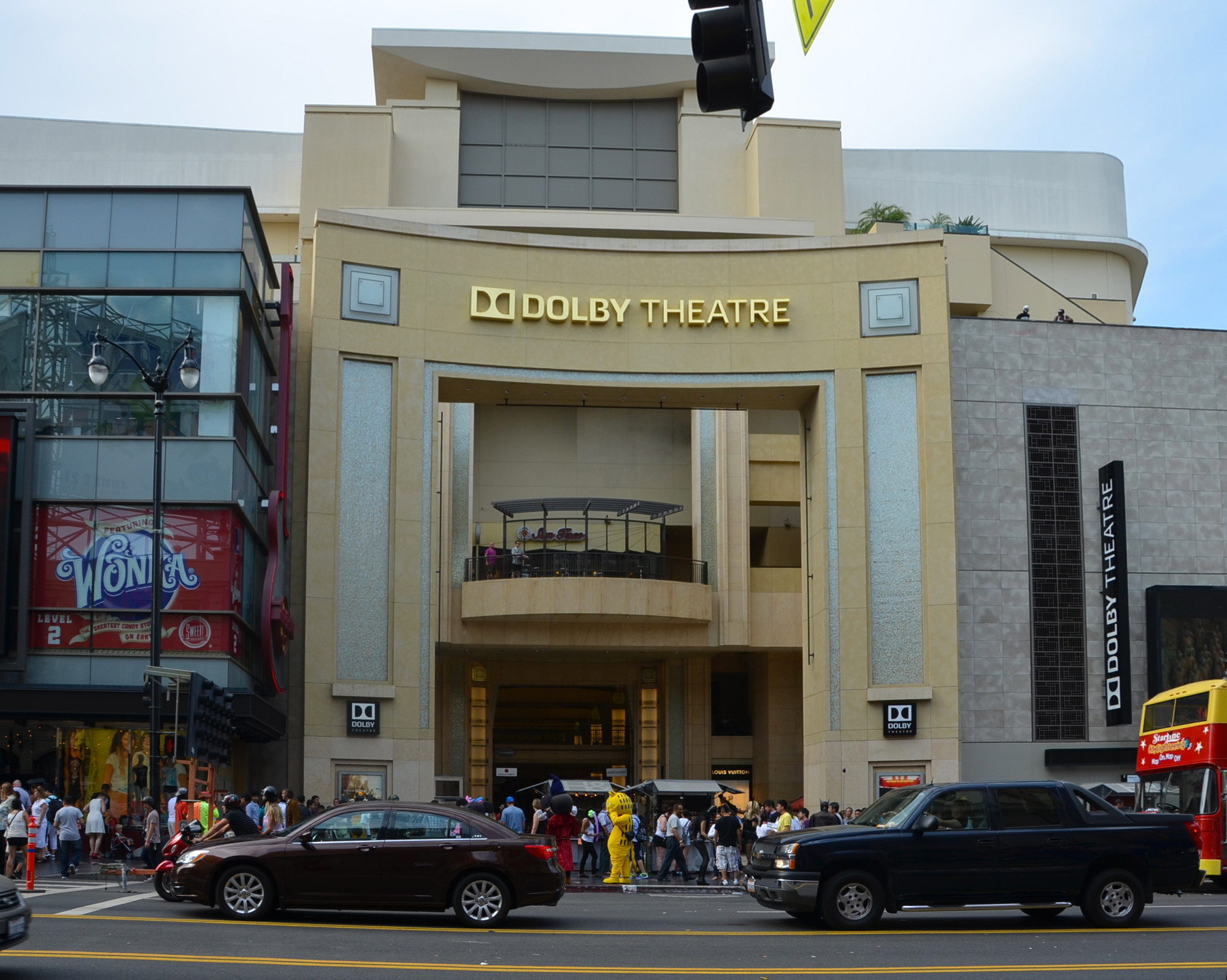
Dolby Theatre, miejsce organizacji ceremonii wręczenia Oscarów od 2002

1. ceremonia w 1929 odbyła się w The Hollywood Roosevelt Hotelu w Los Angeles. W latach 1930–1943 gale odbywały się wymiennie w salach bankietowych hoteli Ambassador Hotel i Biltmore Hotel w Los Angeles. W kolejnych latach przeniosły się do teatrów w Los Angeles: Grauman’s Chinese Theatre (1944–1946), Shrine Auditorium (1947–1948), The Academy Theater (1949) i Pantages Theatre (1950–1960). W latach 1953–1957 ceremonie odbywały się równocześnie w Los Angeles i teatrach w Nowym Jorku należących do stacji telewizyjnej NBC: NBC International Theatre (1953) i NBC Century Theatre (1954–1957). W 1958 organizatorzy powrócili do formuły jednej ceremonii w Los Angeles. Od 1961 gale odbywały się w centrum konferencyjnym Santa Monica Civic Auditorium w Santa Monica w hrabstwie Los Angeles. W 1969 zostały przeniesione do sali Dorothy Chandler Pavilion w Los Angeles. Od 1988 do 2001 odbywały się wymiennie w Dorothy Chandler Pavilion i Shrine Auditorium.
W 2001 przy Hollywood Boulevard został otwarty teatr Kodak Theatre, wybudowany w celu organizacji oscarowych ceremonii. Odbywają się w nim gale począwszy od 74. w 2002. Jest to pierwszy od 1960 obiekt organizacji Oscarów na terenie Hollywood. W lutym 2012, w wyniku upadłości sponsora tytularnego, Eastman Kodak, teatr tymczasowo zmienił nazwę na Hollywood and Highland Center. W maju 2012 pozyskał nowego sponsora tytularnego, Dolby, i zmienił nazwę na Dolby Theatre. Tylko w 2021, ze względu na pandemię COVID-19, 93. ceremonia została przeniesiona na stację kolejową Union Station w Los Angeles, która gwarantowała większą przestrzeń.

### Transmisje na żywo

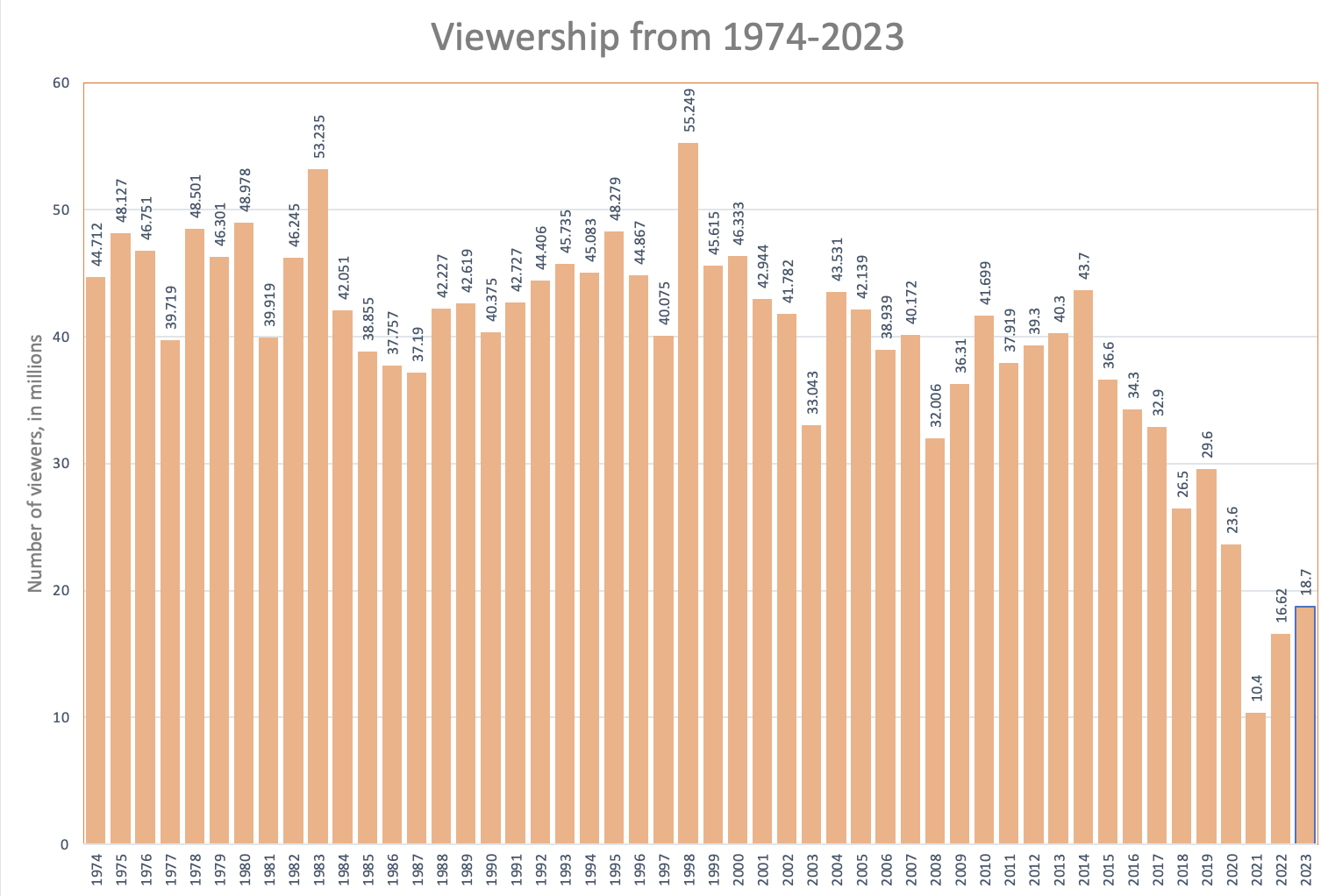
Wykres oglądalności oscarowych ceremonii w latach 1973–2023 (w milionach)

W latach 1930–1944 ceremonie wręczenia Oscarów (od 2. do 16.) były transmitowane przez lokalne stacje radiowe w Los Angeles. Od 17. gali w 1945 Oscary były emitowane na terenie całych Stanów przez ABC Radio.
25. ceremonia w 1953 była pierwszą transmitowaną w telewizji. Według doniesień medialnych, kanał NBC zapłacił AMPAS od 100 do 250 tysięcy dolarów za prawa do nadawania jej w swoich stacjach telewizyjnych i radiowych. Od 33. ceremonii w 1961 prawa do transmisji przejęła od NBC stacja ABC. 38. ceremonia w 1966 była pierwszą emitowaną w kolorze, a nie czerni i bieli. W latach 1971–1975 Oscary powróciły do NBC. Następnie wszystkie ceremonie, począwszy od 48. w 1976, były emitowane na żywo przez ABC. Na mocy umowy podpisanej z AMPAS w 2016, ABC ma ekskluzywne prawa do amerykańskiej transmisji Oscarów do 100. ceremonii w 2028. 97. ceremonia w 2025 jako pierwsza była emitowana w Stanach także w mediach strumieniowych – w serwisie Hulu, który, tak jak ABC, należy do The Walt Disney Company.
W 1974 przedsiębiorstwo Nielsen Media Research zaczęło gromadzić dane na temat oglądalności ceremonii w amerykańskiej telewizji. Nieprzerwanie do 2017 utrzymywała się ona na poziomie co najmniej 30 milionów widzów. Rekordową widownię 55,249 miliona osób odnotowała 70. ceremonia w 1998, która jako jedna z tylko dwóch w historii przekroczyła próg 50 milionów. Gale z lat 2018–2020 gromadziły widownię w przedziale między 20 a 30 milionami, zaś 93. ceremonia, zorganizowana w 2021 z obostrzeniami z powodu pandemii COVID-19, odnotowała rekordowo niski wynik 10,4 milionów. W kolejnych latach oglądalność wzrosła do poziomu od 16 do 20 milionów.
Współpraca z AMPAS daje również stacji ABC prawo do sprzedaży licencji na transmisję Oscarów poza Stanami Zjednoczonymi poprzez odpowiednie jednostki The Walt Disney Company. Od 2008 wyłączność na ich emisję w Polsce ma kanał Canal+, zaś wcześniej pokazywały je kanały Telewizji Polskiej.
AMPAS posiada kreatywną kontrolę nad przebiegiem ceremonii, w tym doborem producentów i prowadzących. Umowa z 2016 daje ABC większe niż wcześniej prawo do ingerencji, jednak ostateczne decyzje nadal należą do AMPAS.

## Nagrody specjalne

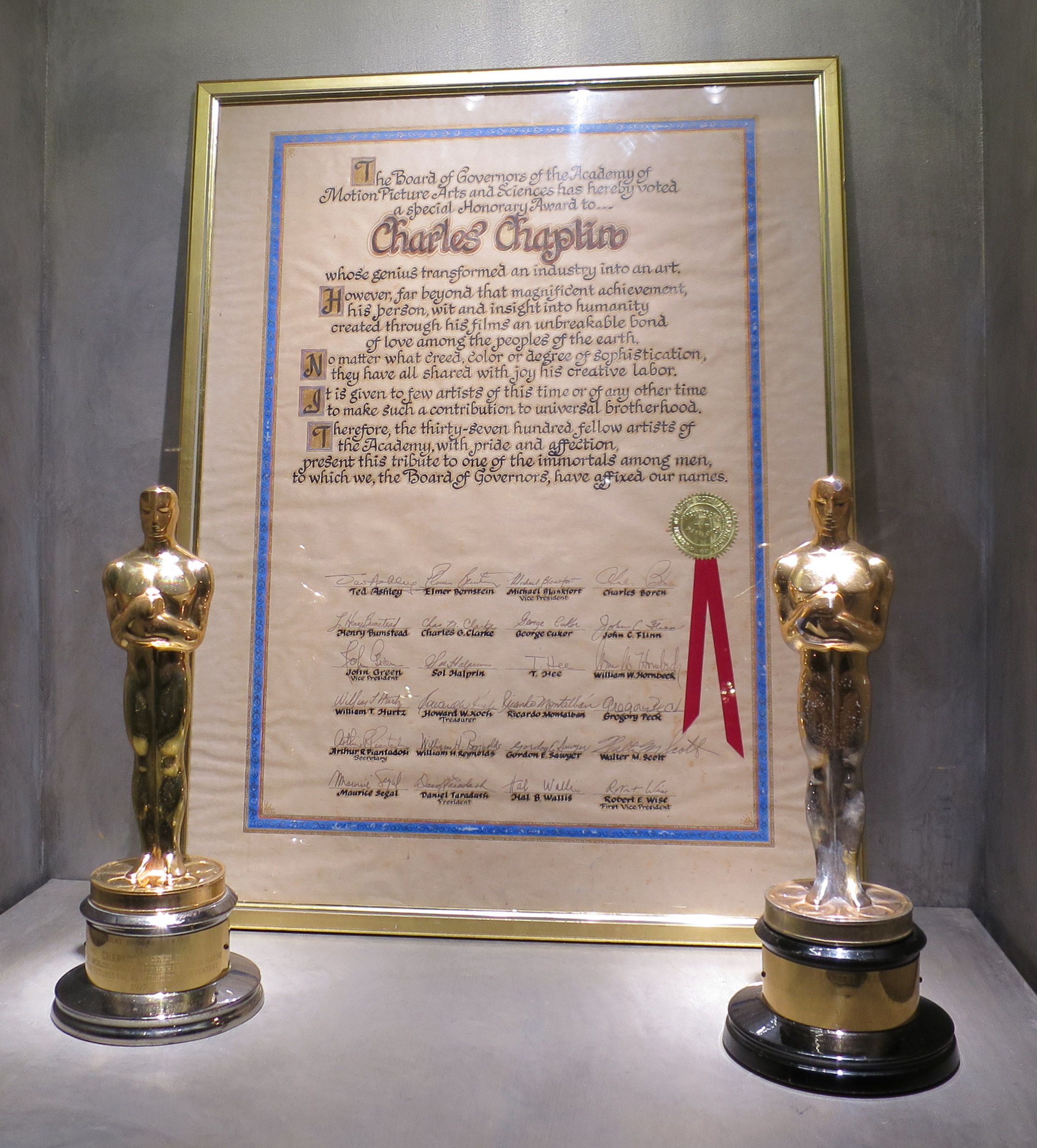
Oscar honorowy Charliego Chaplina z 1929

Poza kategoriami konkursowymi AMPAS przyznaje dodatkowe, specjalne Oscary. Ich laureaci są wyłaniani nie w wyniku głosowania członków, ale decyzji komitetów Akademii.
Pierwszą grupę tworzą Nagrody Gubernatorów (Governors Awards), przyznawane przez Gubernatorów Akademii. W ich skład wchodzą trzy wyróżnienia.
- Oscar honorowy (Academy Honorary Award) jest przyznawany począwszy od 1. ceremonii w 1929 za „niezwykłe osiągnięcia w życiu, wyjątkowy wkład w sztukę filmową i naukę w dowolnej dziedzinie lub wybitną służbę dla Akademii”. Regulamin precyzuje, że poza wyjątkowymi sytuacjami nie mogą go otrzymać osoby, które wygrały już Oscara w kategorii konkursowej, a także zmarli i członkowie gremium Gubernatorów Akademii[108].
- Nagroda im. Irvinga G. Thalberga (Irving G. Thalberg Memorial Award) jest przyznawana od 1938 dla „producentów kreatywnych, których dorobek odzwierciedla niezmiennie wysoką jakość produkcji filmowych”[108][17].
- Nagroda za działalność humanitarną im. Jeana Hersholta (Jean Hersholt Humanitarian Award) jest przyznawana od 1957 dla osób z przemysłu filmowego, których „działania humanitarne przyniosły branży uznanie poprzez promowanie dobrobytu ludzi i przyczynianie się do usuwania nierówności”[108][17].

Do 2009 Nagrody Gubernatorów były wręczane podczas głównych ceremonii oscarowych. W tym samym roku Akademia zaczęła organizować dla nich odrębne gale, które odbywają się zwyczajowo w listopadzie.
Drugą grupę tworzą Nagrody naukowe i techniczne Akademii Filmowej (Academy Scientific and Technical Awards), przyznawane osobom i przedsiębiorstwom, których „odkrycia i innowacje w znaczący i trwały sposób przyczyniły się do rozwoju kinematografii”. Odrębna ceremonia ich wręczenia odbywa się od 1977, zwyczajowo około dwa tygodnie przed galą oscarową. W ich skład wchodzą następujące wyróżnienia:
- Nagroda za zasługi naukowe i techniczne(inne języki) (Scientific and Technical Service Award), do 2024 znana jako Medal pochwalny im. Johna A. Bonnera[114],
- Nagroda Akademii za osiągnięcie techniczne(inne języki) (Academy Award for Technical Achievement), honorująca „osiągnięcia, które w wystarczającym stopniu przyczyniają się do postępu sztuki filmowej i nauki”[115],
- Nagroda naukowa i inżynieryjna (Scientific & Engineering Award), honorująca „osiągnięcia, które wywierają zdecydowany wpływ na rozwój przemysłu filmowego”[116],
- Nagroda im. Gordona E. Sawyera (Gordon E. Sawyer Award), honorująca „wkład technologiczny, który przyniósł branży uznanie”[117].

W latach 1935–1961 wręczana była także specjalna Nagroda Akademii Młodzieży (Academy Juvenile Award) dla niepełnoletnich aktorów. Sporadycznie do 1996, a także jednorazowo w 2017 przyznawane były inne nagrody za specjalne osiągnięcia (Special Achievement Academy Awards).

## Kategorie

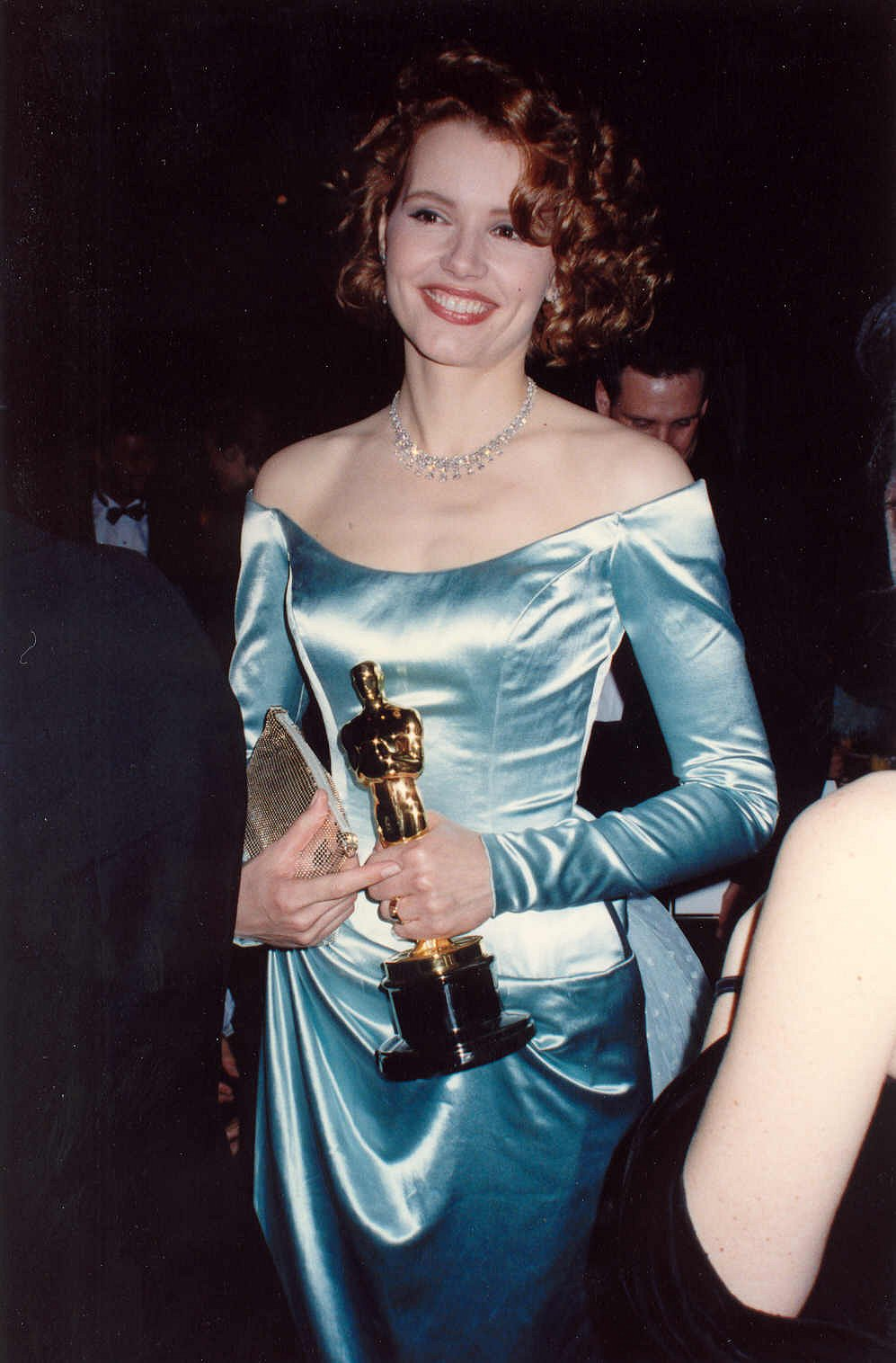
Geena Davis z Oscarem dla najlepszej aktorki drugoplanowej za film Przypadkowy turysta (1988)

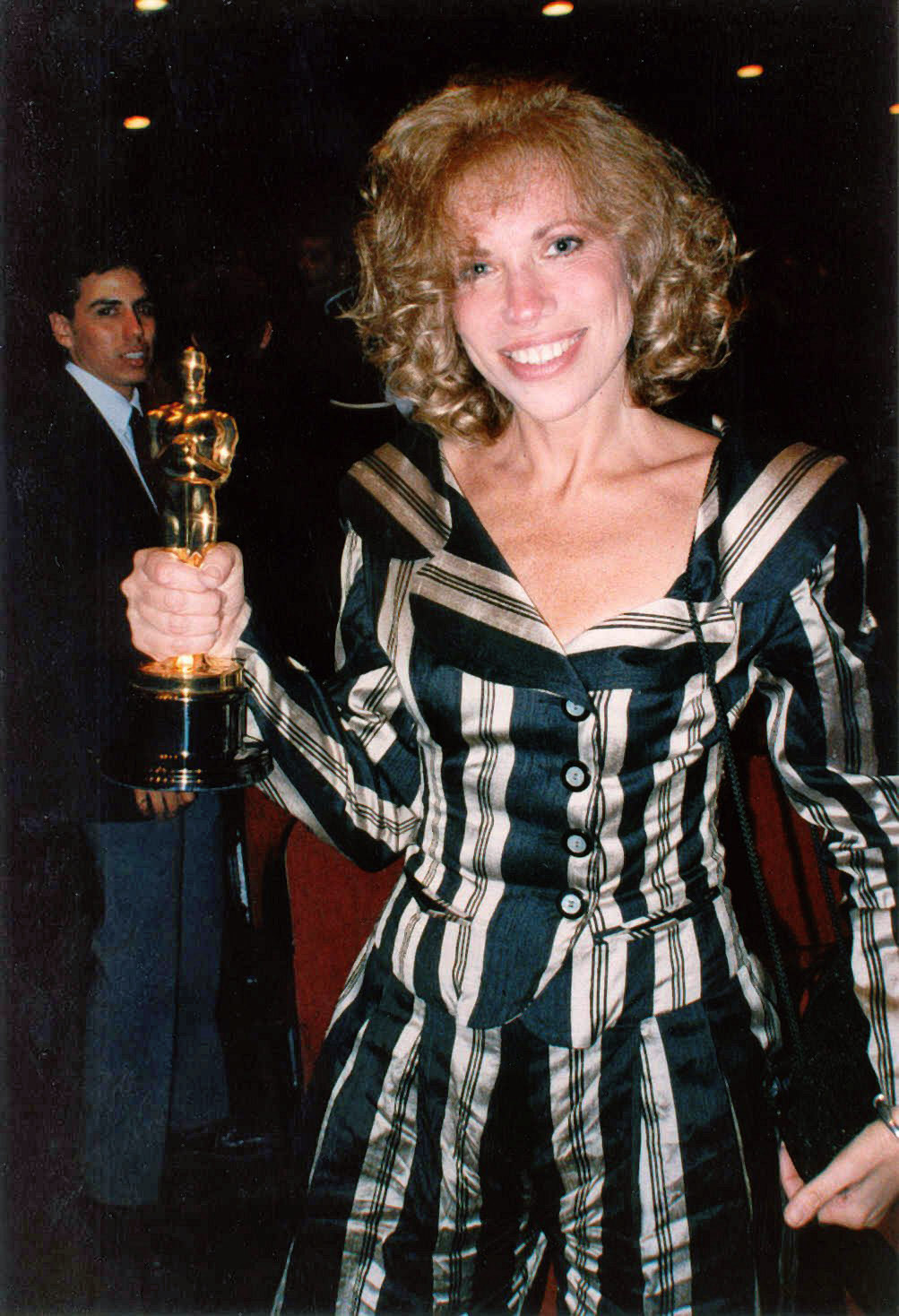
Carly Simon z Oscarem dla najlepszej piosenki za film Pracująca dziewczyna (1988)

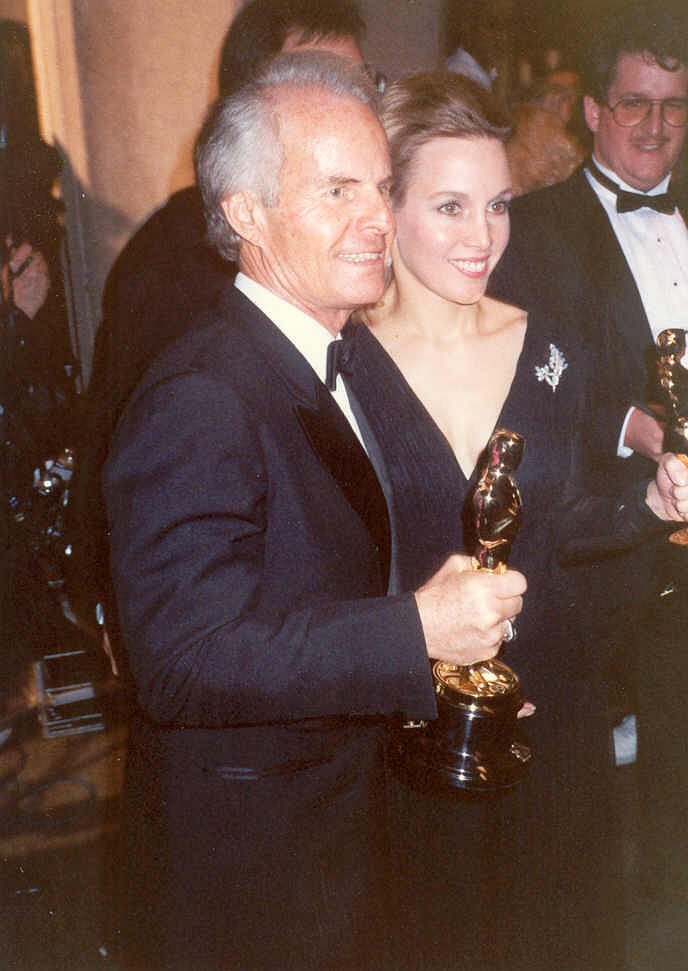
Richard D. Zanuck i Lili Fini Zanuck z Oscarami dla najlepszego filmu za Wożąc panią Daisy (1989)

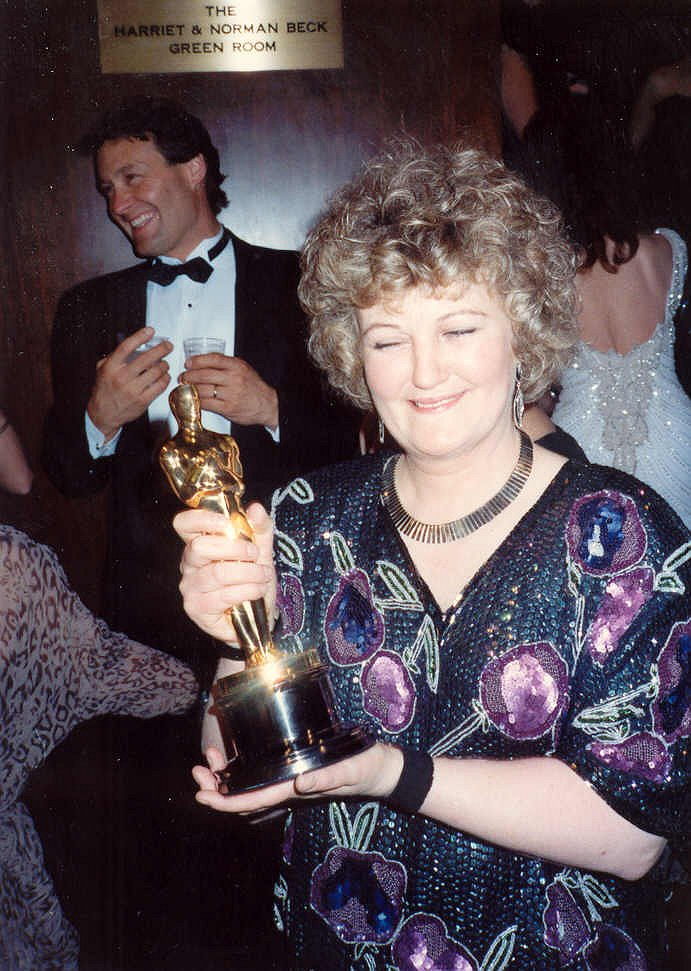
Brenda Fricker z Oscarem dla najlepszej aktorki drugoplanowej za film Moja lewa stopa (1989)

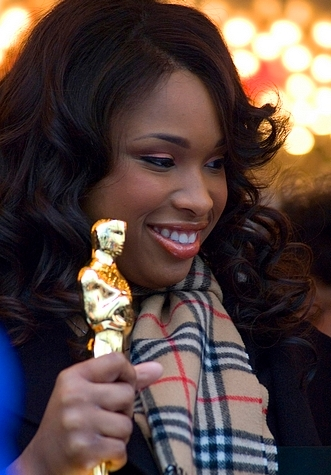
Jennifer Hudson z Oscarem dla najlepszej aktorki drugoplanowej za film Dreamgirls (2006)

### Aktualne
| Nazwa                                       | Rok wprowadzenia | Opis |
| ------------------------------------------- | ---------------- | --- |
| Najlepszy film                              | 1929             | Nagroda za najlepszy pełnometrażowy film fabularny, przyznawana producentom (do 1950 wytwórniom). |
| Najlepszy reżyser                           | 1929             | Nagroda dla reżyserów. W 1927/28 podzielona na dwie kategorie: za dramaty i komedie. |
| Najlepszy aktor pierwszoplanowy             | 1929             | Nagroda dla aktora (płci męskiej) za rolę pierwszoplanową. |
| Najlepsza aktorka pierwszoplanowa           | 1929             | Nagroda dla aktorki za rolę pierwszoplanową. |
| Najlepszy aktor drugoplanowy                | 1937             | Nagroda dla aktora (płci męskiej) za rolę drugoplanową. |
| Najlepsza aktorka drugoplanowa              | 1937             | Nagroda dla aktorki za rolę drugoplanową. |
| Najlepszy scenariusz oryginalny             | 1941             | Nagroda dla scenarzystów za scenariusz z oryginalną historią. |
| Najlepszy scenariusz adaptowany             | 1929             | Nagroda dla scenarzystów adaptacji filmowej. |
| Najlepszy film międzynarodowy               | 1948             | Nagroda za film produkowany poza Stanami Zjednoczonymi, z większością dialogów w językach innych niż angielski, przyznawana państwom (nie osobom). Do 2019 kategoria nazywała się najlepszy film nieanglojęzyczny. |
| Najlepszy pełnometrażowy film animowany     | 2002             | Nagroda za pełnometrażowy film animowany, przyznawana producentom i reżyserom. |
| Najlepszy krótkometrażowy film animowany    | 1932             | Nagroda za krótkometrażowy film animowany, przyznawana producentom i reżyserom. |
| Najlepszy pełnometrażowy film dokumentalny  | 1944             | Nagroda za pełnometrażowy film dokumentalny, przyznawana producentom i reżyserom. |
| Najlepszy krótkometrażowy film dokumentalny | 1942             | Nagroda za krótkometrażowy film dokumentalny, przyznawana producentom i reżyserom. |
| Najlepszy krótkometrażowy film aktorski     | 1933             | Nagroda za krótkometrażowy film aktorski, przyznawana producentom i reżyserom. W latach 1931/32–1935 podzielona na dwie kategorie: za komedie i nowele. W latach 1936–1937 podzielona na trzy kategorie: za filmy na jednej rolce, na dwóch rolkach i kolorowe. W latach 1938–1956 podzielona na dwie kategorie: za filmy na jednej rolce i na dwóch rolkach. |
| Najlepsza muzyka                            | 1935             | Nagroda dla kompozytorów oryginalnej muzyki filmowej. W latach 1938–1940 podzielona na dwie kategorie: najlepsza muzyka oryginalna i najlepsza ścieżka dźwiękowa. W latach 1941–1998 (z przerwami) dzielona na dwie kategorie ze względu na typ (muzyka oryginalna lub adaptacja) albo gatunek (dramat, komedia, musical).                                    |
| Najlepsza piosenka                          | 1935             | Nagroda dla kompozytorów i autorów tekstów utworów muzycznych napisanych na potrzeby filmów. |
| Najlepszy dźwięk                            | 1930             | Nagroda dla dźwiękowców. W latach 1963–1967 podzielona na dwie kategorie: najlepszy dźwięk i najlepsze efekty dźwiękowe. W latach 1982–2019 podzielona na dwie kategorie: najlepszy dźwięk i najlepszy montaż dźwięku. |
| Najlepsza scenografia                       | 1929             | Nagroda dla scenografów i architektów wnętrz (do 1940 tylko scenografów). W latach 1940–1956 i 1959–1966 podzielona na dwie kategorie: za filmy czarno-białe i kolorowe. Do 2012 kategoria nazywała się najlepsze kierownictwo artystyczne. |
| Najlepsze zdjęcia                           | 1929             | Nagroda dla operatorów filmowych. W latach 1936–1966 podzielona na dwie kategorie: za filmy czarno-białe i kolorowe. |
| Najlepsza charakteryzacja i fryzury         | 1982             | Nagroda dla charakteryzatorów i fryzjerów. Do 2011 kategoria nazywała się najlepsza charakteryzacja. |
| Najlepsze kostiumy                          | 1949             | Nagroda dla kostiumografów. W latach 1948–1966 podzielona na dwie kategorie: za filmy czarno-białe i kolorowe. |
| Najlepszy montaż                            | 1935             | Nagroda dla montażystów. |
| Najlepsze efekty specjalne                  | 1940             | Nagroda dla twórców efektów specjalnych. Sporadycznie (do 1990) nagroda w kategorii konkursowej była zastępowana przez pozakonkursową nagrodę specjalną. |

### Przyszłe
| Nazwa                         | Rok wprowadzenia | Opis                                  |
| ----------------------------- | ---------------- | ------------------------------------- |
| Najlepszy casting             | 2026             | Nagroda dla reżyserów obsady.         |
| Najlepszy projekt kaskaderski | 2028             | Nagroda dla koordynatorów kaskaderów. |

### Dawne
| Nazwa                           | Rok wprowadzenia | Rok wycofania |
| ------------------------------- | ---------------- | ------------- |
| Najlepszy zapis tytułu          | 1929             | 1929          |
| Najlepsza produkcja artystyczna | 1929             | 1929          |
| Najlepsza oryginalna historia   | 1929             | 1957          |
| Najlepszy asystent reżysera     | 1933             | 1938          |
| Najlepsza reżyseria tańca       | 1936             | 1938          |

### Nagrody specjalne
Nagrody Gubernatorów
- Oscar honorowy (od 1929)
- Nagroda im. Irvinga G. Thalberga (od 1938)
- Nagroda za działalność humanitarną im. Jeana Hersholta (od 1957)
- Nagroda Akademii Młodzieży(inne języki) (1935–1961)
- Nagroda Akademii za osiągnięcia specjalne(inne języki) (1973–1996, 2017)

Nagrody naukowe i techniczne Akademii Filmowej
- Nagroda Akademii za osiągnięcie techniczne(inne języki) (od 1931)
- Nagroda za zasługi naukowe i techniczne(inne języki) (od 1931)
- Nagroda naukowa i inżynieryjna (od 1987)
- Nagroda im. Gordona E. Sawyera (od 1982)

### Proponowane
W przeszłości AMPAS proponowała nowe kategorie, które ostatecznie nie zostały wprowadzone.
- Najlepsza czołówka – nagroda za projekt najlepszej czołówki, odrzucona w 1999[120].
- Najlepszy film popularny(inne języki) – nagroda dla blockbusterów, ogłoszona w 2018 jako nowa kategoria od 91. edycji (2019). Jeszcze w tym samym roku Akademia poinformowała o rezygnacji z jej wprowadzenia w związku z krytyką w mediach i środowisku filmowym[121].

## Statystyki laureatów i nominacji

### Filmy
| Liczba | Film                                   |
| ------ | -------------------------------------- |
| 11     | Ben-Hur (1959)                         |
| 11     | Titanic (1997)                         |
| 11     | Władca Pierścieni: Powrót króla (2003) |
| 10     | West Side Story (1961)                 |
| 9      | Gigi (1958)                            |
| 9      | Ostatni cesarz (1987)                  |
| 9      | Angielski pacjent (1996)               |
| 8      | Przeminęło z wiatrem (1939)            |
| 8      | Stąd do wieczności (1953)              |
| 8      | Na nabrzeżach (1954)                   |
| 8      | My Fair Lady (1964)                    |
| 8      | Kabaret (1972)                         |
| 8      | Gandhi (1982)                          |
| 8      | Amadeusz (1984)                        |
| 8      | Slumdog. Milioner z ulicy (2008)       |

| Liczba | Film                                          |
| ------ | --------------------------------------------- |
| 14     | Wszystko o Ewie (1950)                        |
| 14     | Titanic (1997)                                |
| 14     | La La Land (2016)                             |
| 13     | Przeminęło z wiatrem (1939)                   |
| 13     | Stąd do wieczności (1953)                     |
| 13     | Mary Poppins (1964)                           |
| 13     | Kto się boi Virginii Woolf? (1966)            |
| 13     | Forrest Gump (1994)                           |
| 13     | Zakochany Szekspir (1998)                     |
| 13     | Władca Pierścieni: Drużyna Pierścienia (2001) |
| 13     | Chicago (2002)                                |
| 13     | Ciekawy przypadek Benjamina Buttona (2008)    |
| 13     | Kształt wody (2017)                           |
| 13     | Oppenheimer (2023)                            |
| 13     | Emilia Pérez (2024)                           |

### Osoby

#### Aktorzy
Statystyki dotyczą tylko czterech kategorii aktorskich.
| Liczba | Aktor             |
| ------ | ----------------- |
| 4      | Katharine Hepburn |
| 3      | Ingrid Bergman    |
| 3      | Walter Brennan    |
| 3      | Daniel Day-Lewis  |
| 3      | Frances McDormand |
| 3      | Jack Nicholson    |
| 3      | Meryl Streep      |

| Liczba | Aktor             |
| ------ | ----------------- |
| 21     | Meryl Streep      |
| 12     | Katharine Hepburn |
| 12     | Jack Nicholson    |
| 10     | Bette Davis       |
| 10     | Paul Newman       |
| 10     | Laurence Olivier  |
| 10     | Al Pacino         |
| 10     | Spencer Tracy     |
| 10     | Denzel Washington |
| 8      | Cate Blanchett    |
| 8      | Marlon Brando     |
| 8      | Glenn Close       |
| 8      | Robert De Niro    |
| 8      | Judi Dench        |
| 8      | Jack Lemmon       |
| 8      | Peter O’Toole     |
| 8      | Geraldine Page    |